# Манторвилл (тауншип, Миннесота)
Манторвилл (англ. Mantorville) — тауншип в округе Додж, Миннесота, США. На 2000 год его население составило 1610 человек.

## География
По данным Бюро переписи населения США площадь тауншипа составляет 84,1 км², из которых 84,0 км² занимает суша, a вода составляет 0,03 %.

## Демография
По данным переписи населения 2000 года здесь находились 1610 человек, 519 домохозяйств и 458 семей.  Плотность населения —  19,2 чел./км².  На территории тауншипа расположена 531 постройка со средней плотностью 6,3 построек на один квадратный километр. Расовый состав населения: 98,82 % белых, 0,06 % афроамериканцев, 0,12 % коренных американцев, 0,12 % азиатов и 0,87 % приходится на две или более других рас. Испанцы или латиноамериканцы любой расы составляли 0,25 % от популяции тауншипа.
Из 519 домохозяйств в 51,8 % воспитывались дети до 18 лет, в 81,9 % проживали супружеские пары, в 3,3 % проживали незамужние женщины и в 11,6 % домохозяйств проживали несемейные люди. 9,6 % домохозяйств состояли из одного человека, при том 2,7 % из — одиноких пожилых людей старше 65 лет. Средний размер домохозяйства — 3,10, а семьи — 3,30 человека.
34,0 % населения — младше 18 лет, 5,8 % — в возрасте от 18 до 24 лет, 30,8 % — от 25 до 44, 23,5 % — от 45 до 64, и 5,8 % — старше 65 лет. Средний возраст — 35 лет. На каждые 100 женщин приходилось 98,8 мужчин.  На каждые 100 женщин старше 18 приходилось 103,8 мужчин.
Средний годовой доход домохозяйства составлял 62 891 доллар, а средний годовой доход семьи —  66 125 долларов. Средний доход мужчин —  43 250  долларов, в то время как у женщин — 30 433. Доход на душу населения составил 25 557 долларов. За чертой бедности находились 1,7 % семей и 2,0 % всего населения тауншипа, из которых 0,9 % младше 18 и 9,1 % старше 65 лет.